# Куеро
Куеро (итал. Quero) је насеље у Италији у округу Белуно, региону Венето.
Према процени из 2011. у насељу је живело 1807 становника. Насеље се налази на надморској висини од 274 м.

## Становништво
| 1931. | 1936. | 1951. | 1961. | 1971. | 1981. | 1991. | 2001. | 2011. |
| ----- | ----- | ----- | ----- | ----- | ----- | ----- | ----- | ----- |
| 3.033 | 2.671 | 2.763 | 2.421 | 2.084 | 2.189 | 2.101 | 2.312 | 2.511 |